# بارنیز جانکشن (واشینگتن)
بارنیز جانکشن (به انگلیسی: Barney's Junction) یک منطقهٔ مسکونی در ایالات متحده آمریکا است که در واشینگتن واقع شده‌است. بارنیز جانکشن ۰٫۶۷ کیلومتر مربع مساحت و ۱۴۶ نفر جمعیت دارد و ۴۱۶ متر بالاتر از سطح دریا واقع شده‌است.